# Newton (Familienname)
Newton ist ein Familienname aus dem anglo-amerikanischen Sprachraum.

## Namensträger

### A
- A. Richard Newton (Arthur Richard Newton; 1951–2007), australischer Informatiker
- Alan Newton (Tennisspieler), australischer Tennisspieler
- Alan Newton (Radsportler) (1931–2023), britischer Radrennfahrer
- Alan Newton (Filmeditor), Filmeditor
- Alfred Newton (1829–1907), englischer Zoologe und Ornithologe
- Alfred Francis Newton (* 1944), US-amerikanischer Entomologe
- Arthur Newton (1883–1950), US-amerikanischer Leichtathlet

### B
- Basil Cochrane Newton (1889–1965), britischer Diplomat
- Becki Newton (* 1978), US-amerikanische Schauspielerin
- Benjamin Wills Newton (1807–1899), englischer Prediger
- Brooke Newton (* 1986), US-amerikanische Schauspielerin und Synchronsprecherin

### C
- Cam Newton (Eishockeyspieler) (Cameron Charles Newton; * 1950), kanadischer Eishockeytorwart
- Cam Newton (Cameron Jerrell Newton; * 1989), US-amerikanischer American-Football-Spieler
- Camryn Newton-Smith (* 2000), australische Leichtathletin
- Charles Newton Robinson (1853–1913), britischer Fechter und Barrister
- Charles D. Newton (1861–1930), US-amerikanischer Jurist und Politiker
- Charles Martin Newton (C. M. Newton; 1930–2018), US-amerikanischer Basketballfunktionär
- Charles Thomas Newton (1816–1894), britischer Altertumswissenschaftler
- Cherubusco Newton (1848–1910), US-amerikanischer Politiker
- Chris Newton (Tennisspielerin) (* 1956), neuseeländische Tennisspielerin
- Chris Newton (Radsportler) (* 1973), britischer Radrennfahrer
- Christopher Newton (Regisseur) (* 1936), britisch-kanadischer Theaterregisseur
- Clarence Newton (1899–1989), kanadischer Boxer
- Cleveland A. Newton (1873–1945), US-amerikanischer Politiker
- Curt Newton, US-amerikanischer Jazzschlagzeuger

### D
- David Newton (* 1958), schottischer Jazz-Pianist und Komponist
- Don Newton (1934–1984), US-amerikanischer Comiczeichner
- Donna Newton (* 1962/1963), neuseeländische Squashspielerin

### E
- Eben Newton (1795–1885), US-amerikanischer Politiker
- Eddie Newton (* 1971), englischer Fußballspieler und -trainer
- Edward Newton (1832–1897), britischer Kolonialadministrator und Ornithologe
- Emerson Newton-John (* 1974), US-amerikanischer Automobilrennfahrer
- Ernest Newton (1856–1922), britischer Architekt
- Esther Newton (* 1940), US-amerikanische Anthropologin und Hochschullehrerin
- Eunice Newton Foote (1819–1888), US-amerikanische Forscherin und Erfinderin

### F
- Frances Elaine Newton (1965–2005), US-amerikanische Mörderin
- Francis Newton (1874–1946), US-amerikanischer Golfer
- Francisco Newton (1864–1909), portugiesischer Naturforscher
- Frank Newton (Musiker) (1906–1954), US-amerikanischer Jazztrompeter; siehe Frankie Newton
- Frank Newton (Fußballspieler) (1902–??), englischer Fußballspieler
- Frankie Newton (1906–1954), US-amerikanischer Jazztrompeter

### G
- Greg Newton (* 1974), kanadischer Basketballspieler
- Greg Newton (Radsportler) (* 1963), britischer Radrennfahrer

### H
- Harvey Newton-Haydon (* 1988), britisches Model
- Helmut Newton (1920–2004), deutscher Fotograf
- Henry Newton (Fußballspieler) (* 1944), englischer Fußballspieler
- Henry Edward Newton (1873–1961), englischer Geistlicher und Bergsteiger
- Henry Jotham Newton (1823–1895), US-amerikanischer Erfinder, Fotograf, Spiritualist und Theosoph
- Hubert Anson Newton (1830–1896), US-amerikanischer Astronom
- Huey Newton (1942–1989), US-amerikanischer Mitbegründer der Black Panther Party

### I
- Ian Newton (* 1940), Ornithologe
- Isaac Newton (1643–1727), britischer Philosoph, Mathematiker, Physiker und Mediziner

### J
- Jake Newton (Fußballspieler) (* 1984), guyanischer Fußballspieler
- Jake Newton (Eishockeyspieler) (* 1988), US-amerikanischer Eishockeyspieler
- James Newton (* 1953), US-amerikanischer Jazzmusiker
- James Newton (Mathematiker), Mathematiker
- James Newton (Schauspieler) (* 1992), britischer Schauspieler
- John Newton (1725–1807), britischer Sklavenhändler, Priester und Liederschreiber
- John Newton (Soldat) (1755–1780), US-amerikanischer Soldat
- John Newton (General) (1823–1895), US-amerikanischer General und Ingenieur
- John Newton (Schauspieler, 1925) (* 1925), US-amerikanischer Schauspieler
- John Newton (Schauspieler, 1965) (* 1965), US-amerikanischer Schauspieler
- John Newton (Schiedsrichter) (1937–2012), britischer Snookerschiedsrichter
- John Newton (Toningenieur), US-amerikanischer Toningenieur
- Juice Newton (geb. Judy Kay Cohen; * 1952), US-amerikanische Sängerin
- June Newton (Pseudonym Alice Springs; 1923–2021), australische Fotografin

### K
- Kathryn Newton (* 1997), US-amerikanische Schauspielerin
- Keith Newton (Fußballspieler) (1941–1998), englischer Fußballspieler
- Keith Newton (Bischof) (* 1952), englischer Bischof von Richborough
- Koho Mori-Newton (* 1951), japanischer Künstler

### L
- Lauren Newton (* 1952), US-amerikanische Jazzsängerin
- Lee-Roy Newton (* 1978), südafrikanischer Leichtathlet
- Leonard Eric Newton (* 1936), US-amerikanischer Botaniker
- Lilias Torrance Newton (1896–1980), kanadische Malerin und Kunstpädagogin
- Lloyd W. Newton (* 1942), pensionierter US-amerikanischer Luftwaffengeneral
- Luke Newton (* 1993), britischer Schauspieler

### M
- Margaret Newton (1887–1971), kanadische Pflanzenpathologin
- Margit Evelyn Newton (* 1960), italienische Schauspielerin
- Michael Newton (1931–2016), US-amerikanischer Hypnotherapeut
- Michael Newton (Autor) (1951–2021), US-amerikanischer Autor
- Mike Newton (* 1960), englischer Unternehmer und Autorennfahrer
- Mika Newton (* 1986), ukrainische Sängerin

### N
- Nate Newton (* 1961), US-amerikanischer American-Football-Spieler

### O
- Olivia Newton-John (1948–2022), australische Sängerin und Schauspielerin
- Omari Newton, kanadischer Schauspieler

### P
- Peter Newton (1936–1999), italienischer Filmregisseur, siehe Joe D’Amato
- Peter Newton (Kanute) (* 1970), US-amerikanischer Kanute

### R
- Rarmian Newton (* 1993), australischer Schauspieler
- Richard Newton (Karikaturist) (1777–1798), britischer Karikaturist
- Richard Newton (Schauspieler) (1911–2006), US-amerikanischer Schauspieler
- Richard Newton (Künstler) (* 1948), US-amerikanischer Performance- und Videokünstler
- Robert Newton (1905–1956), britischer Schauspieler
- Robert Newton (Filmeditor), kanadischer Filmeditor
- Robert Newton (Leichtathlet) (* 1981), britischer Hürdenläufer
- Robert Russell Newton (1918–1991), US-amerikanischer Physiker und Astronom
- Roger G. Newton (1924–2018), US-amerikanischer Physiker
- Rona Newton-John († 2013), australische Schauspielerin

### S
- Samuel Newton (1881–1944), kanadischer Sportschütze
- Shaun Newton (* 1975), englischer Fußballspieler

### T
- Teddy Newton (* 1964), US-amerikanischer Animator, Regisseur und Schauspieler
- Terry Newton (1978–2010), englischer Rugby-League-Spieler
- Thandiwe Newton (* 1972), britische Schauspielerin
- Thomas Newton (Dichter) (um 1542–1607), englischer Arzt, Dichter und Übersetzer
- Thomas Newton (Bischof) (1704–1782), englischer Geistlicher, Bischof von Bristol
- Thomas Newton junior (1768–1847), US-amerikanischer Politiker
- Thomas Willoughby Newton (1804–1853), US-amerikanischer Politiker
- Tommy Newton (* 1957), deutscher Musiker und Musikproduzent
- Tony Newton (Politiker) (1937–2012), britischer Politiker
- Tony Newton (Musiker), US-amerikanischer Bassgitarrist und Keyboarder
- Tyler Newton (* 1982), US-amerikanischer Basketballspieler

### W
- Walter Newton (Politiker) (1880–1941), US-amerikanischer Politiker
- Walter Newton (Boxer) (1902–1945), kanadischer Boxer
- Wayne Newton (* 1942), US-amerikanischer Entertainer
- Wes Newton (* 1977), englischer Dartspieler
- William Newton (Architekt, 1730) (1730–1798), englischer Architekt
- William Newton (Architekt, 1735) (1735–1790), englischer Architekt
- William Newton (Dichter) (1750–1830), englischer Dichter
- William Newton (Gewerkschafter) (1822–1876), englischer Gewerkschafter und Journalist
- William Newton (Schriftsteller) (Kenneth Newton; 1927–2010), englischer Arzt und Schriftsteller
- William John Newton (1785–1869), englischer Miniaturmaler
- William Frank Newton (1909–1964), US-amerikanischer Jazztrompeter, siehe Frankie Newton
- Willoughby Newton (1802–1874), US-amerikanischer Politiker